# Arrestation de Philippe Pétain
Philippe Pétain se constitue prisonnier auprès des autorités françaises au poste-frontière franco-suisse de Vallorbe le 26 avril 1945. Quelques jours auparavant, devant l'avancée des troupes alliées, il avait été évacué par les Allemands du château de Sigmaringen, dans le sud-ouest de l'Allemagne, où il se trouvait depuis septembre 1944. N'ayant pu obtenir d'être renvoyé en France, il est finalement conduit en Suisse où il ne fait que transiter car souhaitant pouvoir « répondre de ses actes », il se présente au poste-frontière français de Vallorbe où l'attend le général Kœnig. Mis en état d'arrestation, Pétain est amené jusqu'au fort de Montrouge à Arcueil, où il reste interné jusqu'à son procès devant la Haute Cour de justice, en juillet et août 1945. Il est jugé pour intelligence avec l'ennemi et haute trahison, puis frappé d'indignité nationale, condamné à la confiscation de ses biens et à la peine de mort, peine commuée en prison à vie par le général de Gaulle, qui préside alors le gouvernement provisoire.

## Départ de Sigmaringen
Depuis septembre 1944, Pétain, emmené contre son gré par les Allemands dans leur retraite, se trouve à Sigmarigen, une ville de la province de Hohenzollern (aujourd'hui dans le Bade-Wurtemberg), dans le sud-ouest de l'Allemagne, où s'étaient réfugiés des dignitaires du régime de Vichy, un millier de collaborateurs et quelques centaines de membres de la Milice française, constituant une enclave française dans la ville allemande. À Sigmaringen, Pétain refuse d’exercer ses fonctions et de participer aux activités de la Commission gouvernementale présidée par Fernand de Brinon. Il se cloître dans ses appartements du château princier, tout en préparant sa future défense.
Le 5 avril 1945, il écrit à Hitler « chef de l'État grand allemand » pour lui demander de pouvoir retourner en France pour justifier de son action. Il y indique avoir appris que les « autorités françaises » allaient instruire un procès contre lui et qu'il souhaitait être en mesure « d'accomplir son devoir » et « c'est en France seulement qu'il peut répondre de ses actes ». Il n'obtiendra pas de réponse.
Devant l'avance des Alliés — le 1er corps d'armée français du général Béthouart est à Donaueschingen, à 60 km de Sigmaringen et le général de Lattre lui a ordonné de prendre la ville au plus vite — des SS et des membres de la Gestapo, sur ordre de Hitler, évacuent le 21 avril à l'aube, Pétain, son épouse et plusieurs de ses proches collaborateurs en direction de Wangen, à l'est du lac de Constance. Pétain pense être alors emmené vers ce qu'il croit être l'ultime bastion de défense du Troisième Reich, la « forteresse des Alpes ». Mais ils remontent ensuite une trentaine de kilomètres au nord-est, vers le château de Zeil (de) à Leutkirch im Allgäu, sur des routes congestionnées par le flot de soldats battant en retraite et sous les attaques aériennes alliées. Le château est bondé, il abrite déjà de nombreux réfugiés dont plusieurs communautés religieuses et un orphelinat de Berlin. On trouve seulement trois chambres, pour le couple Pétain, l'amiral Bléhaut et le général Debeney, grand mutilé de guerre, le reste des accompagnateurs doit s'entasser dans une autre pièce, dormant sur des matelas à même le sol. Le lendemain 22 avril, la ville est bombardée par les avions alliés et le soir, les Allemands informent Pétain qu'ils doivent repartir en direction de Brégence. Mais celui-ci, soutenu par Debeney et Bléhaut, refuse de quitter sa chambre et il est alors décidé à y attendre l'arrivée des Alliés. Mais les Allemands ont ordre que le maréchal ne tombe pas entre leurs mains. Exaspéré par l'attitude du maréchal mais pressé par la situation, un responsable allemand lui propose alors de le conduire à la frontière suisse ce que Pétain accepte. Les Allemands contactent la légation suisse en Allemagne, installée dans le sud de la Bavière, à une soixantaine de kilomètres de là. Un des membres de la légation se rend à la frontière pour téléphoner au Conseil fédéral qui donne son accord à la venue du maréchal français en Suisse. Le lendemain, les Allemands reviennent voir Pétain, accompagné d'un chargé d'affaires helvétique en possession d'un permis de transit par la Suisse à destination de la France. Pétain accepte de quitter Zeil et de les suivre. Lui, son épouse et une suite d'une dizaine de personnes prennent la route vers la Suisse mais ne pouvant franchir de nuit la frontière, ils s'arrêtent dans un hôtel à une dizaine de kilomètres de celle-ci.

## Transit en Suisse
Pétain et ses accompagnateurs arrivent au poste-frontière de Sainte-Marguerite (Sankt Margrethen) le lendemain, 24 avril, jour du 89e anniversaire du maréchal, à 10 heures du matin. Ils y sont très bien accueillis, avec fleurs et chocolats. Les formalités douanières durent environ une heure et les autorités suisses font signer au maréchal un document l'assignant à résidence jusqu'à ce que les autorités françaises acceptent son retour. Passent alors la frontière, dans quatre voitures, Pétain et son épouse, le général Debeney, l'amiral Bléhaut et huit officiers et membres du personnel dont les gardes du corps du maréchal et son valet de chambre. Les douaniers suisses notent que le maréchal détenait un million de francs français en liquide, qu'il s'engage à remporter avec lui en quittant le territoire suisse. Le convoi se dirige vers Weesen, à l'extrémité occidentale du lac de Walenstadt, où le groupe est logé à l'hôtel. Walter Stucki, ancien ambassadeur suisse à Vichy et désormais chargé des affaires étrangères au département politique fédéral, vient lui rendre visite le lendemain. Après cet entretien, il donne des ordres pour que Pétain et sa suite puissent se rendre à Vallorbe de manière la plus directe et la plus discrète possible, afin de lui éviter les journalistes.
Le lendemain, 26 avril, à 9 heures du matin, le convoi reprend la route, avec une escorte suisse, et traverse Lenzbourg, Aarau, Kappel, Bienne et Zihlbrücke. Le long de la route, les habitants manifestent leur sympathie. Le convoi arrive à 16 h 45 à Vallorbe où Pétain peut se reposer un moment dans la gare. Il demande à son escorte suisse de se renseigner pour savoir ce qui se passe du côté français. Celle-ci lui rapporte alors que la route entre le poste-frontière et Les Hôpitaux-Neufs, où un train l'attend, est gardée par 150 soldats armés, car les autorités françaises craignent que le maréchal se fasse huer voire tirer dessus par des FFI.
Un fonctionnaire français vient à Vallorbe s'entretenir avec Mme Pétain. N'étant pas, elle, sous le coup d'un mandat d'arrestation, il voulait avoir confirmation qu'elle souhaitait bien suivre son mari et être internée avec lui.

## Position de De Gaulle et opinion publique française
Dès l'arrivée de Pétain en Suisse, l'ambassadeur de la Confédération à Paris, Karl Burkhardt, s'était présenté devant le général de Gaulle pour l'informer officiellement de la présence du maréchal sur le territoire de la Confédération et de son souhait de revenir en France. Burkhardt désirait aussi savoir ce que les autorités françaises comptaient faire. De Gaulle indiqua que le gouvernement français n'était nullement pressé, il proposa même au représentant suisse de fournir personnel et documentation à Pétain pour qu'il puisse rédiger, depuis la Suisse, la justification de son attitude depuis 1940, proposition que Pétain refusa y voyant une manœuvre de De Gaulle. L'attitude du général sur le devenir du maréchal n'était pas nouvelle. Claude Mauriac, qui fut son secrétaire particulier, rapporta qu'interrogé en septembre 1944 sur ce qu'il ferait de Pétain, de Gaulle répondit « Et que voulez-vous que j'en fasse ? Je lui assignerai une résidence quelque part dans le Midi et il attendra que la mort vienne l'y prendre ».
L'institut de sondage l'IFOP, qui venait de reprendre son activité à la Libération, posa en octobre 1944 la question suivante : « Faut-il infliger une peine au Maréchal Pétain ? » : 32 % des personnes sondées répondirent oui, 58 % non et 10 % étaient indécises ; 22 % des personnes sondées excusaient Pétain en raison d'« incapacité mentale », 18 % souhaitaient « respecter son âge » ou « respecter l'homme », 5 % évoquaient des « services rendus en 1940 et pendant l'Occupation ».
Ce positionnement de la population française évoluera substantiellement alors que la guerre s'achève et que la réalité de l'implication de Pétain dans la machine collaborationniste de Vichy est constatée. Ainsi, en avril 1945, un nouveau sondage chiffre à 28 % la population des Français favorables à la peine de mort, tandis que les opposants à toute peine ne sont plus que 22 % et en juillet 1945, à l'ouverture de son procès, un sondage recueille 76 % d'opinions favorables à la condamnation dont 37 % à la peine de mort. Le taux des opposants à toute peine est tombé à 15 %.

## Retour en France
Le général de Gaulle avait mandaté le général Kœnig, alors gouverneur militaire de Paris, pour arrêter Pétain dès qu'il se présenterait à la frontière française et le transférer à Paris. Kœnig s'était alors immédiatement rendu à la frontière franco-suisse. Le convoi transportant le maréchal se présente au poste-frontière le soir même de son arrivée à Vallorbe, à 19 heures. Côté français, Koenig avec plus d'une centaine d'hommes, militaires et policiers armés, l'attendent. Une fois les formalités de douane effectuées, le convoi passe en France. Pétain descend de son véhicule, salue avec son chapeau les militaires et officiels présents, semblant un peu décontenancé de leur absence de réponse. Il tend alors la main au général Koenig, qui hésite une demi-seconde puis se met au garde à vous pour éviter de devoir la lui serrer (Mme Pétain rapportera l'extrême pâleur de Kœnig). En effet, Koenig avait été condamné à mort, par contumace, par le gouvernement de Vichy, le 3 décembre 1941, par le tribunal militaire d'Oran.  Koenig présente alors au maréchal son mandat d'arrestation pour « attentat contre la sécurité intérieure de l'État » et « intelligence avec l'ennemi » que Pétain signe. Puis il est amené avec son épouse en voiture et sous escorte (les autres membres de sa suite montent eux dans des cars de police) vers la gare des Hôpitaux-Neufs - Jougne, distante de seulement quelques kilomètres (le tunnel qui assurait la liaison entre cette gare et la gare suisse de Vallorbe avait été en partie détruit par les Français, en juin 1940, au début de la guerre). Un train spécial les y attend pour les ramener à Paris. Le général Koenig offre sa voiture-salon au maréchal pour lequel était initialement prévue une simple couchette. Le train quitte la gare des Hôpitaux-Neufs à 21 h 30. Malgré la protection dont il bénéficie, il est bloqué un temps en gare de Pontarlier où les communistes ont organisé une manifestation hostile à Pétain, des insultes fusent (« à mort Pétain » ou « Pétain au poteau »), des cailloux sont lancés, certains manifestants réussissant à venir frapper les vitres de la voiture où se trouvent le maréchal et son épouse. Le train rejoindra ensuite de nuit et sans encombre la région parisienne. Il arrive le lendemain matin à 6 h 30 en gare d'Igny, dans le sud-ouest de Paris. Le couple Pétain est alors convoyé par la route au fort de Montrouge, dans la proche banlieue sud de Paris, tandis que le reste de sa suite est incarcéré à la prison de Fresnes.

## Internement au fort de Montrouge
Pétain y est interné dès son arrivée dans la matinée, accueilli par le capitaine Joseph Simon, un résistant gaulliste, nommé au poste de directeur du fort trois jours plus tôt par le ministère de la Guerre. Il rapportera que la première chose que lui a dite Pétain est : « on m'a jeté des cailloux quand j'étais dans le train ». Koenig lui confie le prisonnier, serrant la main du capitaine, mais refusant de nouveau celle du maréchal.
Dans les trois jours précédents, trois pièces avaient été rapidement et sommairement aménagées au rez-de-chaussée d'un des bâtiments du fort pour accueillir le couple, des barreaux installés aux fenêtres et les serrures changées. La chambre du couple Pétain mesurait trois mètres sur deux mètres cinquante, meublée seulement par deux lits, une armoire et une table de chevet en bois blanc. Une autre pièce fut transformée en parloir pour les avocats et la troisième, la plus vaste, aménagée pour accueillir la Commission d'instruction de la Haute Cour de Justice.
Pétain fut le seul prisonnier du fort (fort qui sert dans les mois suivant la Libération de lieu d'exécution où sont fusillés les principaux collaborateurs français avec le régime nazi). La plupart des gardiens affectés à la prison sont d'anciens résistants. On leur adjoint trois escadrons pour protéger le fort, les autorités craignant un coup de main des communistes contre Pétain.
Celui-ci y reste jusqu'à l'ouverture de son procès le 23 juillet 1945 devant la Haute Cour de justice, qui siège au palais de justice de Paris.